# Республіка Сан-Марко
Республіка Сан-Марко (італ. Repubblica di San Marco) або Венеційська республіка (вен. Repùblega Vèneta) — італійська революційна держава, яка проіснувала 17 місяців в 1848—1849 роках. Заснована у Венеційській лагуні, вона поширювалась на більшу частину Венето або територію Терраферми колишньої Венеційської республіки, ліквідованої 51 рік тому під час Французьких революційних війн. Після проголошення незалежності від габсбурзької Австрійської імперії, республіка пізніше приєдналася до Сардинського королівства, намагаючись під проводом останнього об'єднати Північну Італію проти іноземного (переважно австрійського, а також французького) панування. Наступна Перша війна за незалежність Італії закінчилася поразкою Сардинського королівства, і австрійські війська 28 серпня 1849 року після тривалої облоги знову завоювали Республіку Сан-Марко.

## Історія

### Передумови

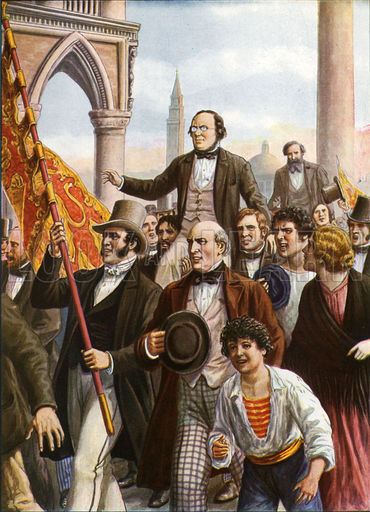
Даніеле Манін і Нікколо Томмазео звільнені з в'язниці 18 березня 1848 року.

Проіснувавши як незалежна морська республіка протягом 1101 років та провідна військово-морська держава в Середземному морі протягом більшої частини цього часу, Венеційська республіка капітулювала перед Наполеоном в 1797 році та була передана Габсбургам (як Венеційська провінція) за Кампо-Формійським миром через кілька місяців. Це підтвердив Віденський конгрес 1815 року, згідно з яким Венеція стала частиною Королівства Ломбардія-Венеція у складі Австрійській імперії.
Австрійська влада, зрозумівши, що взаємовигідне місцеве управління неможливе, використовувала венеційські економічні та політичні ресурси, а як імперськомий морськомий порт розвивала Трієст. Протягом 50 років з часу окупації колишньої республіки, Австрія отримала з регіону на 45 мільйонів лір більше, ніж вклала в нього, а венеційський капіталізм придушувався небажанням повільного, бюрократичного режиму Габсбургів надавати кредити венеційським підприємцям. До кінця 1840-х років група інтелектуалів, міських фабрикантів, банкірів, комерсантів і сільських жителів з венеційської terra ferma вимагали політичних змін і ширших економічних можливостей, хоча й лише ненасильницькими засобами.
Суворі поліційні заходи у відповідь на економічний бойкот державних монополій у контрольованому Австрією Мілані призвели до масового вигнання австрійського гарнізону з міста на п'ять днів у березні 1848 року.
Незабаром після цього звістка про повстання у Відні дійшла до Венеції та призвела місто до повстання проти австрійського правління.

### Повстання і незалежність

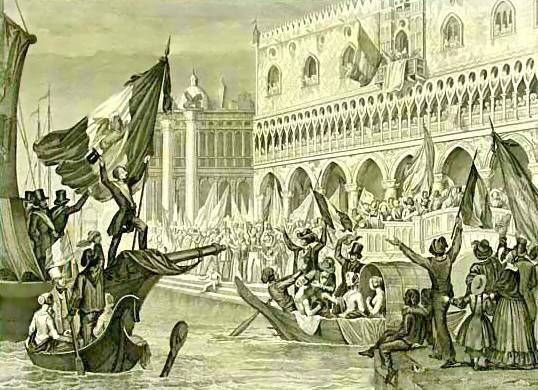
Даніеле Манін проголошує Республіку Сан-Марко. Літографія, датована бл. 1850 рік.

За кілька днів після здобуття Міланом і Венецією незалежності та їхнього приєднання до Сардинського королівства 24 березня 1848 року, п'ємонтська армія перейшла в Ломбардію, а австрійський командувач, фельдмаршал Радецький відступив до Квадрилатеро, низки оборонних фортець між Міланом і Венецією. За два дні до цього Даніелє Манін увірвався до венеційського арсеналу разом із «декількома громадськими венеційцями», кинувши прямий виклик австрійському правлінню. Оскільки  працівники Арсеналу (арсеналотті) ненавиділи австрійських наглядачів, а італійці на австрійській військовій службі були налагтовані провенеційські, Манін та його прихильники пересувалися без першкод. Вважаючи, що час був сприятливим, Манін вивів своїх послідовників із комплексу криком Viva San Marco! (Хай живе Сан-Марко) — девіз неіснуючої Венеційської республіки. Венеційці сприйняли це як відновлення старої республіки. За винятком Верони, яка була частиною австрійського Квадрилатеро, міста Венеції — зокрема Беллуно, Падуя, Ровіго, Тревізо, Удіне та Віченца — негайно стали на бік лагуни та відкинули австрійське правління, проголосивши Маніна президентом Республіки Сан-Марко та наділивши його диктаторськими повноваженнями на час надзвичайного стану. Правління Маніна підтримували середні класи, що свідчило про постійну зміну влади від меркантильних патриціатів старої республіки, а його підтримка нижчих класів у поєднанні з обіцянками закону та порядку буржуазії означала, що його керівництво було популярним. Однак, на жаль, Манін не мав лідерських якостей, які могли б привести до тривалої незалежності, а також Венеція не мала військової сили, щоб перемогти австрійську імперську армію.

### Збереження незалежності
Король Сардинії Карл Альберт зі своєю армією зайняв Мілан та інші австрійські території. Але попри народну підтримку в Папській області, Тоскані та Обох Сициліях для Сардинської кампанії він вирішив домагатися плебісциту на окупованих територіях, а не переслідувати австрійців, що відступали.
Попри палку підтримку Сардинії революціонерами (республіка Сан-Марко та міланські волонтери Джузеппе Мадзіні) австрійці почали відвойовувати позиції. Але австрійський уряд відволікали Віденське повстання, Угорська революція 1848 року та інші революції 1848 року в областях Габсбургів. Тож Радецький отримав вказівку шукати перемир'я, але проігнорував цей наказ.

У той час як Австрія відчувала тиск на всіх фронтах, роз'єднані італійці дали їй час перегрупуватись і відвоювати Венецію та інші повсталі території імперії одну за одною.

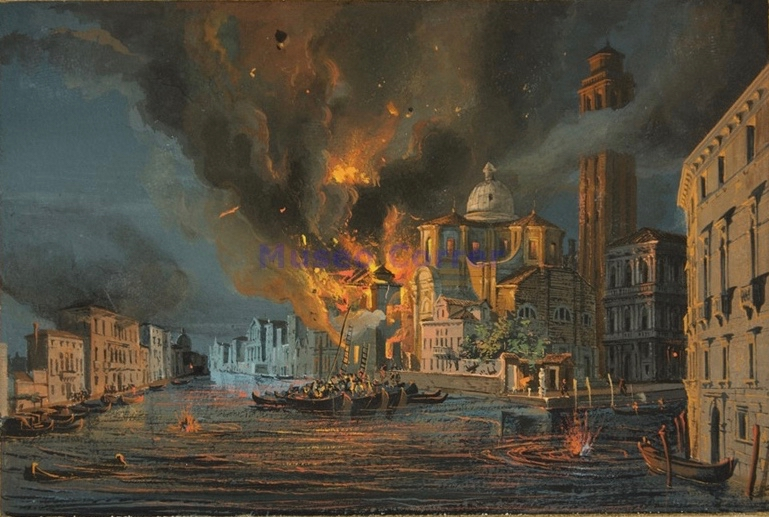
Церква Сан-Джеремія у Венеції постраждала від австрійського бомбардування 1849 року

У військовому плані невірна оцінка політичних можливостей у поєднанні з нерішучістю та поганим здоров'ям Маніна, які прикували його до ліжка в критичні моменти призвело до кількох негативних наслідків для Венеції. Австрійський флот був розміщений у колишньому венеційському порту Пола в Істрії. Попри симпатії Венеції вони не зробили жодних зусиль, щоб захопити флот. Подібним чином, якби венеційці заохочували дезертирство ломбардо-венеційських солдатів з австрійської армії, такі навчені та дисципліновані війська могли б підкріпити венеційську армію.
Венеційським революціонерам також не вдалося ефективно включити terra ferma (венеційський материкові володіння) до республіки у центрі лагуни. Хоча революційна реформа викликала певну підтримку нового режиму в народі, революціонери набрали там небагато військ. Материкові мешканці недовірливо ставилися до венеційської влади, ймовірно, через старі спогади про колишню Морську Республіку. Це поєднувалося з руйнівним пошуком їжі та іншими пошкодженнями, яких можна було б уникнути, якби революціонери були завербовані через терраферму. Хоча більшість середнього та вищого класів все ще підтримували боротьбу за незалежність, нижчі класи terra ferma були переважно байдужими. венеційські та лангобардські війська армії Радецького залишалися переважно лояльними й активно воювали за Австрію. Новобранці з материка могли об'єднатися з 2000 папською гвардією та неаполітанськими солдатами під командуванням генерала Пепе, які проігнорували накази відступити, щоб підтримати новонароджені республіки. Але коли австрійці під керівництвом Нуджента рушили на Верону, а генерал Джованні Дурандо очолив п'ємонтські війська для оборони, Венеція змогла надати лише кількох добровольців, до яких пізніше приєдналися папські війська полковника Феррарі. Це не дало користі, оскільки війська Нуджента об'єднались з військами Радецького й легко взяли Верону.
Тим часом Манін відступив від свого республіканського запалу, боячись образити Карла Альберта; однак цей крок був і прозорим, і неефективним. Він також покладався на підкріплення п'ємонтськими та папськими військами, не розуміючи, що П'ємонт не прийме могутнього республіканського сусіда, коли монархії опинилися під загрозою по всій Європі, або що Папа Пій IX не може продовжувати підтримувати війну між двома католицькими монархами практично на своєму кордоні. Після розгрому італійців у Битві при Кустозі 29 липня Карл Альберт покинув Мілан. Коли Радецький запропонував громадянам вільний проїзд з міста, половина населення виїхала.

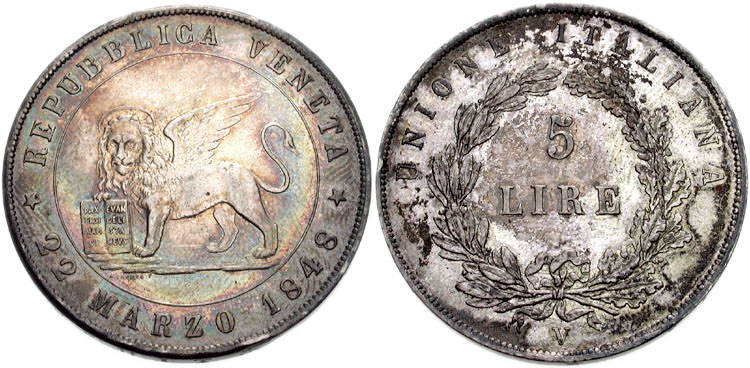
П'ять венеційських лір революційної республіки

4 липня 1848 року венеційська асамблея проголосувала 127 проти 6 голосів за схвалення пропозиції Маніна про приєднання до Сардинського королівства. Це тривало лише місяць, оскільки 9 серпня Карл Альберт підписав перемир'я, яке відновило кордон П'ємонту на річці Тічино. У той же час п'ємонтський флот відмовився від підтримки Венеції.
На початку жовтня послідовники Джузеппе Мадзіні спробували організувати велику республіканську демонстрацію, сподіваючись отримати допомогу від Другої французької республіки, перетворити місто на центр визволення Італії та надихнути Гарібальді на антиавстрійський хрестовий похід. Але Манін, щоб не образити Карла Альберта, придушив їх. 12 жовтня 1848 року в Турині мав зібратися «федеральний конгрес», і прем'єр-міністр П'ємонту Вінченцо Джоберті запросив Венецію надіслати делегатів, але венеційці відмовилися. Реакція революційної влади на оголошення П'ємонтом війни Австрії показала її неспроможність зрозуміти реалії — венеційські збори зробили перерву на два тижні.

### Повернення під контроль Австрії

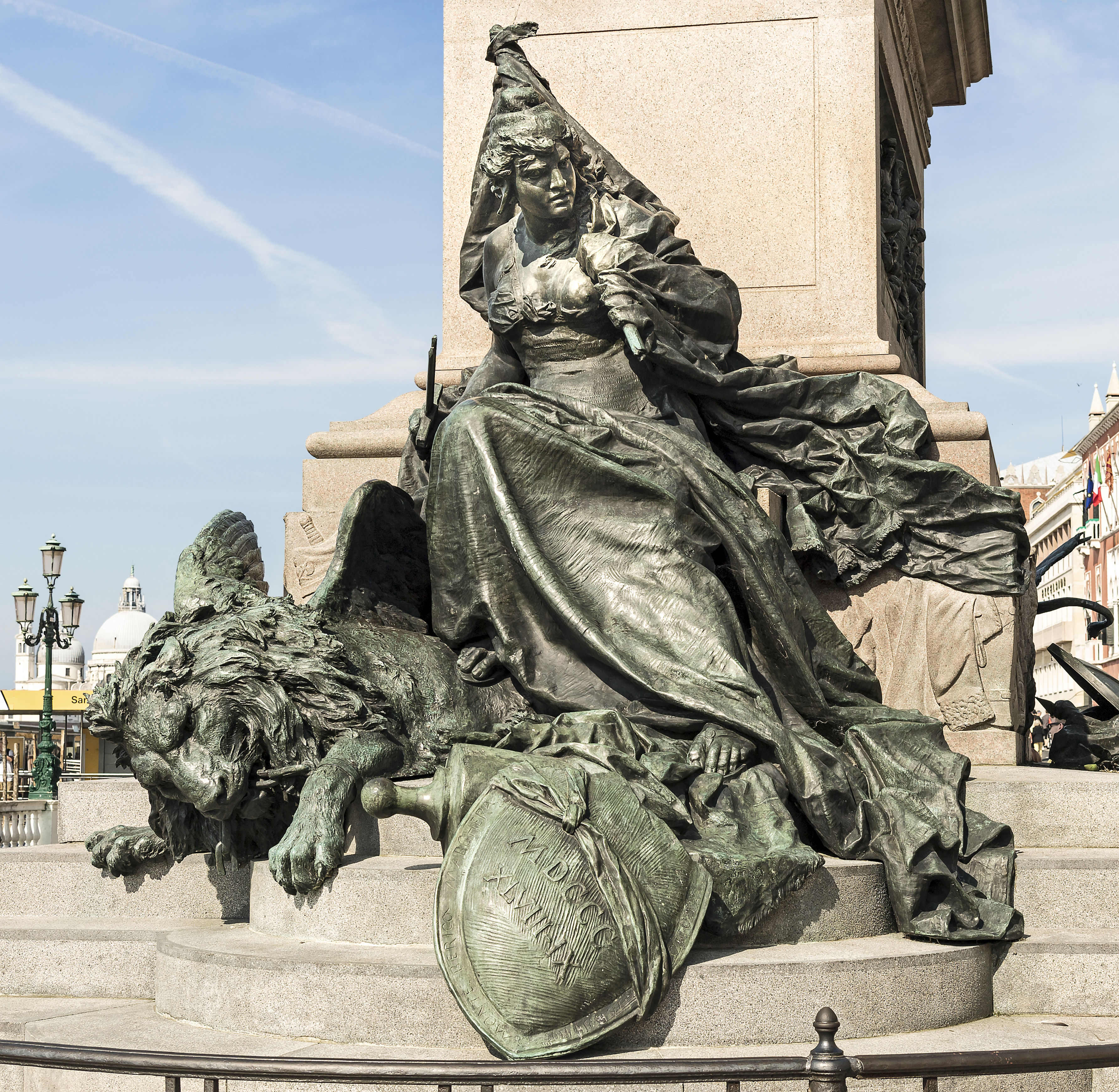
Бронзовий кінний пам'ятник Віктору Еммануїлу II у Венеції 1887 року, створений за моделлю Етторе Феррарі (1848—1929), стоїть на Рива дельї Ск'явоні. Деталі показують Венецію в ланцюгах після поразки в революції 1848—1849 років. Біля неї Лев Святого Марка в кайданах.

Нищівна поразка італійських військ у Битві при Новарі (23 березня 1849 р.) стала посмертним дзвоном для незалежності Італії від австрійців. Щоб уникнути окупації П'ємонту, Карл Альберт зрікся престолу на користь свого сина Віктора Еммануїла II, чий договір з Австрією вимагав повного виведення сардинського флоту з венеційських вод. Манін звернувся до венеційської асамблеї 2 квітня 1849 року, і вони проголосували за дальшу боротьбу проти австрійців, попри австрійську блокаду міста. 4 травня 1849 року Радецький розпочав атаку на венеційський форт Маргера, який утримували 2500 військових під неаполітанським командуванням Джіроламо Уллоа. Бомбардування лагуни та міста почалося одночасно, і тільки протягом наступних трьох тижнів до Венеції було відправлено 60 000 projectiles. Форт у Маргері протримався до 26 травня, коли Уллоа наказав його евакуювати; пропозицію Радецького про капітуляцію в цей час було відхилено.
У серпні, коли голод і холера охопили місто, Манін запропонував зборам проголосувати за капітуляцію, погрожуючи піти у відставку, якщо збори проголосують боротися до останнього. Однак асамблея погодилася і надала президенту повноваження шукати умови, які були погоджені 22 серпня. В'їзд Радецького до Венеції 27 серпня ознаменував повну капітуляцію Венеції Австрійській імперії, відновлення status quo ante bellum і змусило Маніна втекти з Італії разом із сім'єю та 39 товаришами-революціонерами у вигнання. Дружина Маніна померла від холери за кілька годин після їх від'їзду до Парижа.

## Очільники держави
Протягом короткого існування республіки лідерство фактично здійснював Даніеле Манін, але протягом 17 місяців на посадах були наступні глави держави:
| Від                | до                 | Посадова особа(и)                     | Назва                        |
| ------------------ | ------------------ | ------------------------------------- | ---------------------------- |
| Березень 1848 року | Березень 1848 року | Джованні Франческо Авесані            | Президент Тимчасового уряду  |
| Березень 1848 року | Липень 1848 року   | Даніель Манін                         | Головний виконавчий директор |
| Липень 1848 року   | Серпень 1848 року  | Якопо Кастеллі                        | Президент Тимчасового уряду  |
| Серпень 1848 року  | Серпень 1848 року  | Даніель Манін                         | Диктатор                     |
| Серпень 1848 року  | Березень 1849 року | Даніель Манін                         | Тріумвірат                   |
| Серпень 1848 року  | Березень 1849 року | CA Леоне Граціані                     | Тріумвірат                   |
| Серпень 1848 року  | Березень 1849 року | Полковник Джованні Баттіста Каведаліс | Тріумвірат                   |
| Березень 1849 року | Серпень 1849 року  | Даніель Манін                         | Президент виконавчої влади   |